# Communauté de communes de l'Ourcq et du Clignon
La Communauté de communes de l'Ourcq et du Clignon est une ancienne structure intercommunale française, située dans le département de l'Aisne en région Hauts-de-France.

## Historique
La Communauté de communes a été créée par arrêté du 2 juin 1995.
Elle succède au SEPFRONT (syndicat des études programmées du canton de Neuilly-Saint-Front).
Elle est située à proximité de Soissons, Château-Thierry, Villers-Cotterêts
Par l'arrêté préfectoral n°2016-1104 du 21 décembre 2016, la communauté de communes de l'Ourcq et du Clignon est dissoute le 31 décembre 2016.
Par l'arrêté préfectoral n°2016-1080 du 15 décembre 2016, vingt-une communes (Armentières-sur-Ourcq, Bonnesvalyn, Brumetz, Bussiares, Chézy-en-Orxois, Courchamps, Gandelu, Grisolles, Hautevesnes, La Croix-sur-Ourcq, Latilly, Licy-Clignon, Monthiers, Montigny-l'Allier, Neuilly-Saint-Front, Priez, Rozet-Saint-Albin, Saint-Gengoulph, Sommelans, Torcy-en-Valois et Vichel-Nanteuil) intègrent le 1er janvier 2017 la nouvelle communauté d'agglomération de la Région de Château-Thierry tandis que, par l'arrêté préfectoral n°2016-1079 du 15 décembre 2016, les douze communes restantes (Ancienville, Chouy, Dammard, La Ferté-Milon, Macogny, Marizy-Sainte-Geneviève, Marizy-Saint-Mard, Monnes, Noroy-sur-Ourcq, Passy-en-Valois, Silly-la-Poterie et Troësnes) rejoignent la nouvelle communauté de communes de Retz-en-Valois.

## Composition
Elle était composée des 33 communes suivantes :
| Nom                         | Code Insee | Gentilé                | Superficie (km2) | Population (dernière pop. légale) | Densité (hab./km2) |
| --------------------------- | ---------- | ---------------------- | ---------------- | --------------------------------- | ------------------ |
| Neuilly-Saint-Front (siège) | 02543      | Frontonnais            | 17,89            | 2 157 (2014)                      | 121                |
| Ancienville                 | 02015      | Ancienvillois          | 3,85             | 79 (2014)                         | 21                 |
| Armentières-sur-Ourcq       | 02023      | Armentièrois           | 6,81             | 106 (2014)                        | 16                 |
| Bonnesvalyn                 | 02099      | Bonnois                | 6,34             | 241 (2014)                        | 38                 |
| Brumetz                     | 02125      | Brumetziens            | 7,24             | 216 (2014)                        | 30                 |
| Bussiares                   | 02137      | Bussiarois             | 7,40             | 133 (2014)                        | 18                 |
| Chézy-en-Orxois             | 02185      | Cahusas ou Caouzats    | 16,15            | 405 (2014)                        | 25                 |
| Chouy                       | 02192      | Choyens                | 20,03            | 380 (2014)                        | 19                 |
| Courchamps                  | 02225      | Couchampesois          | 2,72             | 95 (2014)                         | 35                 |
| La Croix-sur-Ourcq          | 02241      | Croisiens              | 10,45            | 113 (2014)                        | 11                 |
| Dammard                     | 02258      | Dammardois             | 7,96             | 401 (2014)                        | 50                 |
| La Ferté-Milon              | 02307      | Milonais               | 18,35            | 2 147 (2014)                      | 117                |
| Gandelu                     | 02339      | Gandelusiens           | 10,03            | 691 (2014)                        | 69                 |
| Grisolles                   | 02356      | Grisollais             | 10,63            | 220 (2014)                        | 21                 |
| Hautevesnes                 | 02375      | Hautevesnois           | 7,29             | 169 (2014)                        | 23                 |
| Latilly                     | 02411      | Latillyacois           | 9,32             | 213 (2014)                        | 23                 |
| Licy-Clignon                | 02428      | Licyacois              | 4,09             | 77 (2014)                         | 19                 |
| Macogny                     | 02449      | Macognyacois           | 6,17             | 76 (2014)                         | 12                 |
| Marizy-Sainte-Geneviève     | 02466      | Marizyacois            | 7,71             | 130 (2014)                        | 17                 |
| Marizy-Saint-Mard           | 02467      | Marizyacois            | 4,54             | 50 (2014)                         | 11                 |
| Monnes                      | 02496      | Monnois                | 4,92             | 114 (2014)                        | 23                 |
| Monthiers                   | 02509      | Monthiérois            | 7,37             | 155 (2014)                        | 21                 |
| Montigny-l'Allier           | 02512      |                        | 10,14            | 277 (2014)                        | 27                 |
| Noroy-sur-Ourcq             | 02557      | Noroisiens             | 5,15             | 137 (2014)                        | 27                 |
| Passy-en-Valois             | 02594      | Passyens ou Passyacois | 3,41             | 156 (2014)                        | 46                 |
| Priez                       | 02622      | Priezois               | 4,93             | 50 (2014)                         | 10                 |
| Rozet-Saint-Albin           | 02662      | Rozetois               | 7,95             | 298 (2014)                        | 37                 |
| Saint-Gengoulph             | 02679      | Saint-Gengoulphois     | 7,57             | 146 (2014)                        | 19                 |
| Silly-la-Poterie            | 02718      | Sillygellaciens        | 2,31             | 129 (2014)                        | 56                 |
| Sommelans                   | 02724      | Sommelanais            | 4,28             | 62 (2014)                         | 14                 |
| Torcy-en-Valois             | 02744      | Torciens ou Torcyacois | 3,62             | 88 (2014)                         | 24                 |
| Troësnes                    | 02749      | Troënois               | 2,65             | 236 (2014)                        | 89                 |
| Vichel-Nanteuil             | 02796      | Vichelois              | 6,39             | 87 (2014)                         | 14                 |

## Administration

### Liste des présidents
| Période    | Période       | Identité           | Étiquette     | Qualité                                                |
| ---------- | ------------- | ------------------ | ------------- | ------------------------------------------------------ |
| juin 1995  | avril 2008    | Jean Dubois        | div droite    | Maire de La Ferté-Milon (1991-2008)                    |
| avril 2008 | avril 2014    | André Rigaud       | UMP devenu LR | Maire de Neuilly-Saint-Front Ancien conseiller général |
| avril 2014 | décembre 2016 | Marie-Odile Larché | DVD           | Maire de Vichel-Nanteuil                               |

### Siège
76, Rue François Dujardin, 02470 Neuilly-Saint-Front

## Démographie
| 1968  | 1975  | 1982  | 1990  | 1999  | 2006  | 2011   | 2012   |
| ----- | ----- | ----- | ----- | ----- | ----- | ------ | ------ |
| 7 956 | 7 401 | 7 598 | 8 799 | 9 331 | 9 872 | 10 075 | 10 053 |